# Vrije Basisschool 't Ellebloempje
De vrije basisschool 't Ellebloempje is een basisschool aan de Ieperstraat in gehucht Kortemark-Elle bij Kortemark in de Belgische provincie West-Vlaanderen met een kleuterschool en een lagere school.

## Geschiedenis
De school werd opgericht door de Zusters van de Heilige Vincentius a Paulo te Kortemark. In oktober 1899 ontstond de school als meisjesschool onder de naam Sint-Antoniusschool na goedkeuring van bisschop Gustavus Josephus Waffelaert op de locatie waar nu de lagere school is. Er waren zo'n 71 kinderen, voornamelijk Ellenaars, die toen nergens school liepen.
Een klas voor jongens werd in 1912 gebouwd.
In 1974 fusioneerden de meisjes- en jongensschool tot een gemengde school. De jongensschool deed vanaf 1975 dienst als kleuterschool. Ook in 1974 vertrok de laatste zuster als directrice en kwam er een leek als directeur.
In 1999 vierde de school het 100-jarig bestaan met zo'n 200 kleuters en leerlingen.
In 2020 kreeg de school de huidige naam.

## Directeurs/directrices
- 1911 - 1953: Zuster Marie-Augustine (mej. Gabrielle Laseure)
- 1953 - 1960: Zuster Marie-Donatiana (mej. Angela Vanneste)
- 1960 - 0000: Zuster Angèle Vanwalleghem
- 1968 - 1974: Zuster Hélène Vandenbroucke (meisjesschool)
- 1974 - 1990: Paul Mergaert (schoolhoofd gemengde school)
- 1990 - 0000: Marc Vande Walle